# Churriana de la Vega
Churriana de la Vega er en by og kommune i det sydøstlige Spanien i provinsen Granada. Den har et indbyggertal på 16.693 (2024) indbyggere.